# Nola pumila
Nola pumila is een vlinder uit de familie visstaartjes (Nolidae). De wetenschappelijke naam van deze soort is voor het eerst geldig gepubliceerd in 1875 door Snellen.
De soort komt voor in tropisch Afrika.